# Optická chyba
Optická chyba je chyba zobrazování optické soustavy. Při zobrazování předmětů paprsky, které svírají s optickou osou jen malé úhly (paraxiálně), a paprsky poblíž optické osy zobrazuje se předmět s dostatečnou přesností. Malé sklony paprsků k optické ose nutí omezovat se pouze na úzké světelné svazky, a tím klesá osvětlení obrazů. Při přechodu k větším prostorovým úhlům a paprskům dále od optické osy se rozbíjí homocentrický svazek paprsků po lomu na optické soustavě a obraz předmětu konečných rozměrů má mnoho chyb. Zobrazovací chyby optických soustav jsou fyzikální i geometrické.

## Fyzikální chyby

### Chromatická aberace
Důležitou fyzikální optickou chybou je chromatická aberace neboli barevná chyba. Její příčinou je závislost indexu lomu světla na vlnové délce světla. Pouze při osvětlení optické soustavy (objektivu) monochromatickým světlem lze předpokládat, že indexy lomu na průhledných součástech optické soustavy mají konstantní hodnotu. Při prostupu obyčejného světla přes průhledné látky vzrůstá index lomu se zkracující se vlnovou délkou, proto např. obyčejná spojka má větší optickou mohutnost pro modré než pro červené paprsky. Rovnoběžný svazek bílého světla dopadající na objektiv se v něm láme a současně rozkládá jako na hranolu. Nejvíce se lámou fialové paprsky a tvoří ohnisko nejblíže za čočkou, nejméně se lámou červené paprsky a vytvářejí ohnisko nejdále od čočky. Mezi oběma ohnisky je mnoho ohnisek ostatních spektrálních barev podle vzrůstající vlnové délky. Obraz zdroje bílého světla je neostrý a na kraji zbarvený. Chromatická aberace nedovoluje použít větší zvětšení. Tuto optickou chybu lze odstranit kombinováním spojky a rozptylky vyrobených ze skel různých druhů, které mají rozličné relativní disperze. Dosahuje se toho např. kombinací spojky z korunového skla a rozptylky z flintového skla, pokud optická mohutnost soustavy zůstává kladná. Čočka s kompenzovanou chromatickou aberací je achromatická (achromát). U zrcadlových objektivů se chromatická aberace nevyskytuje.

### Kolimační chyba
Kolimační chyba je odchylka optické osy dalekohledu od roviny kolmé k otáčivé ose, přes kterou je dalekohled upevněn .

## Geometrické chyby

### Sférická aberace
Sférickou aberaci (sférickou, kulovou nebo otvorovou vadu) způsobuje kulový tvar čoček tím, že paprsky procházející krajem čočky se lámou více než paprsky blízko optické osy. Rozdíl mezi vzdálenostmi jejich ohnisek je sférická podélná aberace. Tato optická chyba zapříčiňuje neostrost obrazů, protože při dopadu rovnoběžného svazku světelných paprsků na čočku protínají krajní paprsky svazku (po lomu čočkou) optickou osu v jiném bodě než paprsky v blízkosti osy. U spojky (čočky s kladnou optickou mohutností) je sférická aberace záporná. U rozptylky (čočky se zápornou optickou mohutností) se krajní paprsky lámou méně než paraxiálně, ohnisko krajních paprsků je dále než paraxiálních a sférická aberace je kladná. Proto lze opravovat tuto optickou chybu kombinací spojných a rozptylných čoček s podélnou sférickou aberací různých znamének. Při dvojitém objektivu se dá současně snížit sférická i chromatická aberace. Sférická aberace se vyskytuje i u sférických zrcadel a odstraňuje se přechodem od sférické obrazové plochy k parabolické nebo použitím korekční čočky (Schmidtův dalekohled) a menisku (Maksutovův dalekohled). I sférickou aberaci jednoduché čočky lze odstranit tím, že jedna nebo obě kulové plochy se podle potřeby korigují. Objektivy dalekohledů pracují obvykle jen blízko optické osy. Jinak je to u fotografických objektivů, kde se někdy vyžaduje velmi široké zorné pole.

### Koma
Dále od optické osy se vyskytují i jiné geometrické optické vady. Při komě se svítící bod mimo optickou osu objektivu zobrazí ve tvaru komety s jasným jádrem, z něhož vychází široký ocas. Vzniká tím, že svazek paprsků po lomu nemá osovou symetrii, paprsky procházející různými částmi objektivu se setkávají v různých vzdálenostech od hlavního ohniska. Koma vzrůstá úměrně se vzdáleností od optické osy a může dosáhnout velkou hodnotu. Velmi snižuje rozlišovací schopnost dalekohledu a ostrost na krajích pole. Lze ji odstranit vhodnou kombinací více čoček (aplanát) a její kvadratická závislost na světelnosti ji umožňuje snadněji odstranit při málo světelných optických soustavách.

### Astigmatismus
Astigmatismus je závažná optická chyba při velkých vzdálenostech od optické osy i při málo světelných soustavách, protože je přímo úměrná světelnosti a druhé mocnině odklonu od optické osy. Astigmatismus mají i úzké svazky paprsků, pokud jsou výstřední. Astigmatické svazky se protínají ve dvou fokálech (nevytvářejí nikde bodové ohnisko), navzájem kolmých - meridiální a sagitální řez. Vzdálenost mezi fokály se nazývá astigmatický rozdíl. Při astigmatismu má obraz bodového zdroje tvar krátké čáry (na fokálech) nebo rozmazaného kroužku (mezi fokály). Astigmatismus je dobře pozorovatelný při zobrazování předmětu ve tvaru soustředných kružnic přetnutých několika průměry, ležícího v rovině kolmé na optickou osu a se středy na optické ose. Při umístění promítacího stínítka v rovině ohnisek meridiálních řezů se kružnice zobrazí ostře, ale obrazy poloměrů jsou neostré, a to tím více, čím jsou od optické osy dál. Pokud je stínítko v rovině sagitálních řezů, obrazy poloměrů jsou ostré, ale kružnice neostré. Astigmatismus soustavy lze opravit vhodným výběrem poloměrů křivosti lámavých ploch a jejich optických mohutností. Soustava s opraveným astigmatismem je anastigmat. Astigmatismus a koma se vyskytují i u parabolických zrcadel.

### Zkreslení
Zkreslení (distorze) je způsobeno tím, že příčné zvětšení není po celém poli obrazu stejné, a tak se porušuje geometrická podobnost mezi předmětem a jeho obrazem. Nezkresluje se zobrazení jednotlivých bodů, ale jejich konfigurace. Pokud je zobrazovaným předmětem síťka se čtvercovými okénky ležící kolmo na optickou osu, zobrazí se jako síťka tvořená soustavou křivek: při zvětšování s rostoucí vzdáleností od optické osy jako síťka tvořená konvexními křivkami a při poklesu zvětšení jako síťka s konkávními křivkami. Pokud jde o přístroje určené k běžnému vizuálnímu pozorování, zkreslení velmi nepřekáží, ale pokud je obraz potřebný pro přesné vyměřování, musí se zkreslení opravit vhodnou kombinací čoček. S rostoucím počtem čoček vzrůstají i světelné ztráty odrazem a absorpcí. Proto se často dává přednost zrcadlovým dalekohledům.

### Zklenutí zorného pole
Zklenutí pole spočívá v tom, že objekt ve tvaru roviny kolmé na optickou osu se zobrazí ve tvaru části křivé plochy.